# Élections législatives de 1946 en Charente-Maritime
Les élections législatives françaises de 1946 se déroulent le 10 novembre 1946.

## Mode de scrutin
Les séputés sont élus selon le système de représentation proportionnelle suivant la règle de la plus forte moyenne dans le département, sans panachage ni vote préférentiel. Il y a 586 sièges à pourvoir.
Dans le département de la Charente-Maritime, six députés sont à élire.

## Élus
Les six députés élus sont :
|   | Député sortant     |  | Groupe parlementaire | Député élu         |  | Groupe parlementaire |
| - | ------------------ |  | -------------------- | ------------------ |  | -------------------- |
| 1 | Roger Faraud       |  | SFIO                 | Georges Gosnat     |  | PCF                  |
| 2 | André Maudet       |  | SFIO                 | Maurice Brillouet  |  | PCF                  |
| 3 | Georges Gosnat     |  | PCF                  | Christian Vieljeux |  | PRL                  |
| 4 | Pierre Truffaut    |  | MRP                  | Pierre Truffaut    |  | MRP                  |
| 5 | Christian Vieljeux |  | PRL                  | Roger Faraud       |  | SFIO                 |
| 6 |                    |  |                      | Roger Gaborit      |  | RGR                  |

## Résultats

### Résultats à l'échelle du département
| Parti          | Parti                                          | Tête de liste      | Résultats | Résultats | Sièges |  |
| Parti          | Parti                                          | Tête de liste      | Voix      | %         | Sièges |  |
| -------------- | ---------------------------------------------- | ------------------ | --------- | --------- | ------ |  |
|                | Parti communiste français                      | Georges Gosnat     | 49 012    | 25,20     | 2      |  |
|                | Parti républicain de la liberté                | Christian Vieljeux | 46 217    | 23,76     | 1      |  |
|                | Section française de l'Internationale ouvrière | Roger Faraud       | 37 863    | 19,47     | 1      |  |
|                | Mouvement républicain populaire                | Pierre Truffaut    | 34 595    | 17,79     | 1      |  |
|                | Rassemblement des gauches républicaines        | Roger Gaborit      | 26 806    | 13,78     | 1      |  |
|                |                                                |                    |           |           |        |  |
| Inscrits       | Inscrits                                       | Inscrits           | 266 695   | 100,00    | 6      |  |
| Votants        | Votants                                        | Votants            | 197 984   | 74,24     |        |  |
| Abstention     | Abstention                                     | Abstention         | 68 711    | 25,76     |        |  |
| Blancs ou nuls | Blancs ou nuls                                 | Blancs ou nuls     | 3 491     | 1,76      |        |  |
| Exprimés       | Exprimés                                       | Exprimés           | 194 493   | 98,24     |        |  |